# Сказка за сказкой (телепередача)
«Ска́зка за ска́зкой» — детская передача Ленинградского телевидения, в которой показывали телеспектакли-сказки.

## История
Передача выходила в эфир с 1979 по 1998 год не только в Ленинграде, но и в других городах СССР и России, а также в ГДР, Польше и Чехословакии. Её содержанием были телевизионные постановки сказок самых разных народов мира.
Режиссёрами сказок (они же, в основном, являлись и авторами сценариев) были Глеб Селянин, Владимир Латышев, Анатолий Слясский, Валерий Обогрелов, Михаил Фалкин, Наталья Серебрякова и другие. Редакторами программ были Лилия Хоневна Сего, Татьяна Евгеньевна Орлова, Тамара Михайловна Яковлева.
Сказки в передаче по письмам маленьких телезрителей с просьбой показать ту или иную сказку вылетали из волшебного ларца. Первым ведущим передачи был персонаж русского народного кукольного театра, Петрушка. Его роль исполнялась несколькими актёрами. Самый первый и любимый детьми Петрушка — заслуженный артист РСФСР Владимир Летенков. Второй Петрушка — Николай Феоктистов — оказался самым нелюбимым и запомнился лишь отсутствие нижнего зуба. Вскоре был заменён третьим Петрушкой — Андреем Анкудиновым, который внешне полностью соответствовал образу. Последний Петрушка — Сергей Евгранов — был очень бледен и статичен. Чтобы оживить передачу были введены новые ведущие — солдат Иван Варежкин (актёр Сергей Паршин), чьё появление сопровождалось песней солдата Ивана Варежкина, Чёрт (заслуженный артист РСФСР Евгений Тиличеев), единственный из ведущих, который иногда сам появлялся в сказке, домовой Чапыжка (Роман Рязанцев).
В 1992 году была основана Российская государственная телерадиокомпания «Санкт-Петербург», переименованная позже в «Петербург — 5 канал», вещающая во всех крупных городах европейской части России.
В начале 1990-х годов вышли постановки режиссёра Валерия Обогрелова. Затем вышли несколько постановок из серии «Сказки народов мира». В середине 1998 года программа была закрыта.
В 2000 году на телеканале «Культура» вышли несколько постановок с ведущим Иваном Варежкиным. Но рейтинг программы сильно упал и было решено её закрыть. Последняя передача вышла в октябре 2000 года.

## Список постановок
- «Ай да Емеля!»
- «Али-Баба и сорок разбойников» (реж. О. Рябоконь, 1983)
- «Алёнушка и лиса»
- «Барабанщик, который ничего не боялся»
- «Баронесса на горошине» (по мотивам французских сказок и произведений Р. Погодина, реж. А. Слясский, 1986)
- «Башмаки-самоплясы и старая шляпа»
- «Бедняк и змея»
- «Бедняк и хан»
- «Безбородый насмешник» (по мотивам казахских народных сказок)
- «Белая цапля»
- «Белоснежка и семь гномов»
- «Болтливая старуха»
- «Бородулинский барабан» (по мотивам произведений Р. Погодина, реж. А. Слясский, 1995)
- «Брат Медведь»
- «Братья — близнецы» (по мотивам пьесы П. Панчева[болг.] «Сказка о четырёх близнецах», реж. А. Слясский, 1994)
- «Было — не было»
- «В лунном свете» (по мотивам одноимённой сказки М. Эме, реж. А. Слясский, 1990)
- «Ведьма Злюка-Клюка XVI и Пишта-плакса» / «Проделки ведьмы Злюки-Клюки XVI» (по мотивам венгерских сказок и произведений Р. Погодина, А. Слясский, 1986)
- «Ведьма Гримэлла». Части 1 и 2 (по мотивам французских сказок и произведений Р. Погодина, реж. А. Слясский, 1991)
- «Верный шут короля» (по мотивам английских сказок и произведений Р. Погодина, реж. А. Слясский, 1987)
- «Весёлый портняжка»
- «Вздорные жёны» (по мотивам норвежских сказок и произведений Р. Погодина, реж. А. Слясский, 1996)
- «Вихревы подарки»
- «Волшебная дудочка»
- «Волшебная иголка» (1996)
- «Волшебная история» (музыкальный телеспектакль)
- «Волшебная картина» (1998)
- «Волшебная палка Эрика плута» (реж. А. Слясский, 1996)
- «Волшебное кольцо»
- «Волшебные башмаки» (по мотивам английской сказки, реж. А. Слясский, 1995)
- «Волшебные звери»
- «Волшебный зонтик Оле-Лукойе» (1988)
- «Волшебный гусь»
- «Волшебный камень»
- «Выклеванное сердце» (по мотивам французских народных сказок)
- «Гвоздь из родного дома» (по мотивам шведских народных сказок и произведений Р. Погодина, реж. А. Слясский, 1983)
- «Герогнобиус Злюки-Клюки XVI» (реж. А. Слясский)
- «Голубой цветок»
- «Голый король»
- «Горе в табакерке» (по мотивам пьесы-сказки «Горя бояться — счастья не видать» С. Маршака, реж. А. Слясский, 1989)
- «Гулливер» (по роману Дж. Свифта, реж. М. Фалкин)
- «Гум-Гам» (реж. О. Ерышев, 1985)
- «Гуси-лебеди»
- «Дары феи» (реж. А. Слясский)
- «Два брата на одно лицо»
- «Дверь в лето»
- «Доверчивый Жан по прозвищу Королёк»
- «Домик у заброшенной скалы»
- «Домовой старого замка»
- «Другая сказка, или… волшебные ягоды»
- «Если не веришь, то можешь не играть»
- «Ещё о Робин Гуде»
- «Жан-простак»
- «Жемчужины Адальмины»
- «Жан Суффле»
- «Жил-был король…»
- «Заклятие ведьмы Злюки-Клюки XVI» (реж. А. Слясский)
- «Замок в Ущелье Гина»
- «Заповедник гоблинов» (реж. В. Обогрелов)
- «Запомни, принцесса, или тайна бабушкиной шкатулки» (реж. А. Князьков)
- «Захудалое королевство» (по «Озорым сказкам» Й. Лады, реж. Г. Селянин, 1978)
- «Зеркало и кроссворд»
- «Зимний праздник»
- «Злая принцесса»
- «И прыгают, прыгают камешки» (реж. В. Латышев)
- «Иван Бесталанный и Елена Премудрая»
- «Иван да Марья»
- «Иван да Матрёна» (по мотивам русских народных сказок и произведений Р. Погодина, реж. А. Слясский, 1987)
- «Игра»
- «Йонас-любознайка»
- «Как Бородулин в холопы попал» (по мотивам произведений Р. Погодина, реж. А. Слясский, 1995)
- «Как Иван к царевне сватался»
- «Как плут короля за нос водил»
- «Как ремесло человека спасло»
- «Как Филимон нашёл… друзей» (по мотивам польских народных сказок и произведений Р. Погодина, реж. А. Слясский, 1995)
- «Каменное сердце»
- «Камень Отриона» (реж. В. Обогрелов)
- «Карлсон и рыцари круглого стола» (фантазия о приключениях Карлсона, по произведениям Р. Погодина, реж. А. Слясский, 1990)
- «Клад»
- «Книга заклинаний ведьмы Грамбиллы» (по мотивам французских народных сказок и произведений Р. Погодина, реж. А. Слясский, 1989)
- «Кольцо и роза»
- «Король и плут» / «Эрик плут и главный советник короля» (по мотивам норвежских сказок и произведений Р. Погодина, реж. А. Слясский, 1996)
- «Король-птица» (по мотивам французских сказок)
- «Кот в сапогах»
- «Кошкин дом» (по мотивам сказки С. Маршака)
- «Крошечка-Хаврошечка»
- «Круглый стол короля Артура» (по мотивам английских легенд)
- «Кто позвал Куми-Ори?» (по сказке К. Нёстлингер «Долой огуречного короля», 1990)
- «Кубышка» (по мотивам украинских народных сказок и произведений Р. Погодина, реж. А. Слясский, 1991)
- «Кукушка»
- «Купец и кошка»
- «Легенды о Робин Гуде»
- «Легенда о рыцаре Карле»
- «Легенда о Рюбецале»
- «Легенда о Тиле» (по мотивам романа Ш. де Костера, реж. А. Слясский, 1997)
- «Ленивый Иржи»
- «Летучий корабль»
- «Лиса и волк»
- «Любовь октябрёнка Овечкина» (реж. А. Бот, 1981)
- «Маленькая Баба-Яга» (по мотивам повести О. Пройслера, реж. А. Слясский, 1986)
- «Маленький водяной» (по мотивам повести О. Пройслера, реж. А. Слясский, 1998)
- «Манук и Анаит»
- «Марфушка»
- «Мастер и медведь»
- «Месть Злюки-Клюки XVI» (по мотивам заподноевропейских сказок и произведений Р. Погодина, реж. А. Слясский, 1991)
- «Месть феи»
- «Мсье Иван Провансе» (автор сценария и реж. В. Обогрелов, 1998)
- «Мудрый Бу Али и волшебник» (по мотивам персидских сказок, реж. М. Фалкин, 1987)
- «Находчивый бедняк» (по мотивам киргизских сказок, реж. А. Слясский, 1990)
- «Находчивый солдат» (1982)
- «Невероятная история»
- «Неграмотный гадальщик»
- «Новое путешествие Голубой стрелы»
- «Новый год в подземелье»
- «Обручение в Сен-Мишеле» / «Чудаки из Сен Мишеля» (по мотивам французских сказок и произведений Р. Погодина, реж. А. Слясский, 1990)
- «Огниво»
- «Однажды в тридевятом царстве»
- «Оловянные кольца»
- «Орех Кракатук»
- «Папенька поставил на стол табакерку»
- «Песочный человек»
- «Планета новогодних ёлок» (по одноимённой сказке Дж. Родари, реж. Б. Гершт, 1987)
- «Подарок солдата Ивана Варежкина» (по мотивам русских народных сказок и произведений Р. Погодина, реж. А. Слясский, 1989)
- «Подземелье»
- «Полуночное ограбление в Кардамоне» / «Праздник города Кардамона» (по мотивам норвежских сказок Т. Эгнера, реж. А. Слясский, 1996)
- «Последний разбойник из Градца Броушева» (по мотивам сказок К. Чапека, реж. А. Слясский, 1987)
- «Похищение быка из Куалинге» (по мотивам ирландских сказок)
- «Похищение принцессы»
- «Похищение чародея» (реж. Г. Селянин, 1981)
- «Правда и ложь» (по мотивам итальянских сказок)
- «Праздник города Кардамона» / «Полуночное ограбление в Кардамоне» (по мотивам сказок Т. Эгнера, реж. А. Слясский, 1996)
- «Привидение из города Ойленберга» (по мотивам повести О. Пройслер, реж. А. Слясский, 1987)
- «Приключения Джона — человека и дракона»
- «Приключения неразговорчивого дровосека»
- «Приключения пажа»
- «Приключения продолжаются»
- «Приключение с продолжением» («Сказка про Неумейку»)
- «Принцесса-лань»
- «Принцесса и Антуан»
- «Принцесса на горошине»
- «Про Капитона да про Тит Титыча» (по мотивам русских народных сказок, реж. А. Слясский, 1996)
- «Про Никиту Тульского» (по мотивам русских сказок, реж. А. Слясский, 1986)
- «Про солдата и царицу»
- «Про солдата и царя» / «Солдат и царь» (реж. А. Слясский, 1991)
- «Про сосну, черепаху и тигра»
- «Про то, как Иван-царевич в Тридесятое царство за яблоками ходил» (по мотивам русских народных сказок, (1990)
- «Про то, как Капитон жадность лечил» (по мотивам русских сказок, реж. А. Слясский, 1996)
- «Про то, как царевич Ярослав за огненным цветком ходил» (по мотивам русских народных сказок, реж. В. Обогрелов, 1991)
- «Проделки ведьмы Злюки-Клюки XVI» (реж. А. Слясский, 1993)
- «Проделки тролля»
- «Пронька» (по сказке Б. Шергина)
- «Просто Филя» / «Филимон» (по мотивам произведений Р. Погодина, реж. А. Слясский, 1995)
- «Прощай, Швамбрания!»
- «Пусть цветёт иван-чай» (реж. Г. Селянин, 1984)
- «Путешествие Лемюэля Гулливера в Лилипутию» (по роману Дж. Свифта, реж. М. Фалкин, 1985)
- «Путешествие Голубой стрелы»
- «Пчёлка»
- «Розабелла и троль»
- «Разбойник Глахуна»
- «Роковая встреча»
- «Русские самоцветы»
- «Сварливая жена»
- «Светлый Месяц и его невеста»
- «Свэн, не умевший лгать»
- «Синяя ворона» (по мотивам повести Р. Погодина, реж. Г. Селянин, 1981)
- «Сказка начинается»
- «Сказка для Алёны… или Шалтай-болтай»
- «Сказки по телефону»
- «Сказки про козла» С.Я. Маршака
- «Сказка про Семилетку-умницу»
- «Сказка про то, как царевич Глеб тридевятое царство от Кащея Бессмертного спас»
- «Сказочное путешествие мистера Бильбо Беггинса, Хоббита»
- «Смерть магистра Коппелиуса» (по мотивам сказок Э. Т. А. Гофмана, реж. А. Слясский, 1988)
- «Солдат и Алёнушка» (по мотивам русских народных сказок, реж. А. Слясский, 1985)
- «Солдат и судья» (по мотивам восточных сказок, реж. А. Слясский, 1989)
- «Солдат и царь» / Про солдата и царя (реж. А. Слясский, 1991)
- «Солдат и чёрт» (по мотивам русских народных сказок, реж. А. Слясский, 1986)
- «Солдат и эмир» (по мотивам русских народных сказок, реж. А. Слясский, 1987)
- «Солдатский ранец» (реж. А. Слясский, 1995)
- «Соль дороже золота»
- «Спящая красавица»
- «Страницы „Кондуита“»
- «Стрела Робин Гуда»
- «Тайна заброшенной мельницы»
- «Тайна мерцающих огоньков»
- «Тайна наместника Гаумшира» (по мотивам западноевропейских сказок, реж. А. Слясский, 1992)
- «Тарас-запорожец — благородный разбойник» (по мотивам украинских народных сказок, реж. А. Слясский, 1991)
- «Тихое подземелье»
- «Три апельсина» (1998)
- «Три истории про Ма-Дань-би» (по мотивам китайских сказок)
- «Три кувшина» (1981)
- «Три лепёшки, три маслины и три луковицы»
- «Тукан — князь Чёрного города»
- «Турки при дворе короля Микеша» (по мотивам чешских сказок, реж. А. Слясский, 1986)
- «Удивительные истории дядюшки Ау»
- «Филимон» / «Просто Филя» (реж. А. Слясский, 1995)
- «Филимон и… лешие» (по мотивам польских народных сказок, реж. А. Слясский, 1995)
- «Филимон и… обер-чёрт» (по мотивам польских сказок, реж. А. Слясский, 1995)
- «Фраголетта и Шарль, крестник короля» (по мотивам французских сказок, реж. А. Слясский, 1987)
- «Франсуэлла-найдёныш» (по мотивам французских народных сказок, реж. А. Слясский, 1989)
- «Хитрец вернулся»
- «Холодное железо»
- «Храбрый портняжка»
- «Хранитель Арленского леса» (по мотивам сказки Веркора, реж. А. Слясский)
- «Хрустальное сердце» (реж. М. Фалкин)
- «Царевна-лягушка»
- «Царевна и пастух»
- «Царица и сапожница»
- «Чего на свете не бывает» (по мотивам произведений Р. Погодина, реж. А. Слясский, 1995)
- «Четыре простака»
- «Чудаки из Сен-Мишеля» / «Обручение в Сен-Мишеле» (по мотивам французских сказок, реж. А. Слясский, 1990)
- «Шли лихие эскадроны…» (телеспектакль по пьесе Р. Погодина)
- «Шут Гонелла»
- «Шутник»
- «Эрик плут и главный советник короля» / «Король и плут» (по мотивам норвежских сказок, реж. А. Слясский, 1996)
- «Эхо горы Климентины» (по мотивам западноевропейских сказок и произведений Р. Погодина, реж. А. Слясский, 1991)
- «Янко и дракон»

и другие

## Актёры театра и кино в постановках на ленинградском телевидении
- Алексахина, Анна Яковлевна
- Анкудинов, Андрей Робертович
- Волкова, Ольга Владимировна
- Гердт, Зиновий Ефимович
- Данилов, Михаил Викторович
- Дегтярь, Валерий Александрович
- Дмитриев, Игорь Борисович
- Еремин, Владимир Аркадьевич
- Заморев, Сергей Иванович
- Киселёва, Валерия Ивановна
- Князьков, Андрей Валерьевич
- Коваль, Аркадий Константинович
- Корольчук, Георгий Алексеевич
- Кособуцкая, Валентина Григорьевна
- Костецкий, Виктор Александрович
- Кудрявцева, Татьяна Сергеевна
- Краско, Иван Иванович
- Кухарешин, Валерий Александрович
- Леваков, Олег Александрович
- Лемке, Лев Исаакович
- Летенков, Владимир Васильевич
- Лосев, Сергей Васильевич
- Мазуркевич, Ирина Степановна
- Мигицко, Сергей Григорьевич
- Озерецковская, Ольга Львовна
- Паршин, Сергей Иванович
- Пилецкая, Татьяна Львовна
- Равикович, Анатолий Юрьевич
- Розанов, Алексей Михайлович
- Светин, Михаил Семенович
- Соколова, Ирина Леонидовна
- Табаков, Олег Павлович
- Тиличеев, Евгений Сергеевич
- Тонтегоде, Милена Викторовна
- Ургант, Андрей Львович
- Филатов, Евгений Александрович
- Штиль, Георгий Антонович
- Яковлев, Вадим Васильевич

и другие